# Brita Collett Paus
Brita Lucie Collett Paus, geboren als Brita Lucie Collett (* 3. Juli 1917 auf Salsbruket in Kolvereid; † 28. Juni 1998 in Oslo) war eine norwegische Gründerin der Fransiskushilfe, einer karitativen katholischen Organisation in Norwegen, und leitete die Organisation von 1956 bis 1993 ehrenamtlich.

## Leben
1950 war sie zum Katholizismus konvertiert. Sie war Vorsitzende des Laienrats des katholischen Bistums Oslo, Mitglied des norwegischen Krebsrates, Vorstandsmitglied der Caritas und Mitglied von staatlichen Ausschüssen im sozialpolitischen Bereich.
Brita Collett Paus war eine Tochter von Axel Collett, eines der größten Grundbesitzer in Norwegen und Mitglied der englischstammigen Familie Collett. Sie war mit dem Chirurgen und Großmeister des Freimaurerordens Bernhard Paus verheiratet.

## Ehrungen
- Ritter 1. Klasse des Sankt-Olav-Ordens
- Sankt-Hallvard-Medaille der Stadt Oslo
- Torstein-Dale-Gedenkpreis des Norwegischen Roten Kreuzes
- Paul Harris Fellow des Rotary International
- Verschiedene Auszeichnungen des Vatikans und des Großherzogtums Luxemburg